# Chamaemyia flavicornis
Chamaemyia flavicornis är en tvåvingeart som först beskrevs av Gabriel Strobl 1902.  Chamaemyia flavicornis ingår i släktet Chamaemyia och familjen markflugor. Inga underarter finns listade i Catalogue of Life.